# Jean-Claude Hollerich
Jean-Claude Hollerich (sinh năm 1958) là một Hồng y người Luxembourg của Giáo hội Công giáo Rôma. Ông hiện đảm nhận vai trò Tổng giám mục Tổng giáo phận Luxembourg, kể từ năm 2011. Ông hiện đảm trách vai trò Phó Chủ tịch Liên Hội đồng Giám mục Âu Châu (C.C.E.E.) và nguyên là Chủ tịch Liên Hội đồng Giám mục Liên minh Châu Âu (COMECE).

## Tiểu sử
Hồng y Hollerich sinh ngày 9 tháng 8 năm 1958, tại Differdange, thuộc lãnh thổ Tổng giáo phận Luxembourg. Ông gia nhập Dòng Tên vào tháng 9 năm 1981 ở tuổi 23, và trở thành linh mục của dòng tu này vào ngày 21 tháng 4 năm 1990. Lễ truyền chức cho tân linh mục được cử hành tại Nhà thờ Thánh Julien, Brussels, Tổng giáo phận Mechelen-Brussel, Bỉ. Chủ phong là Giám mục Bishop Yves-Marie Georges René Ramousse, M.E.P., nguyên Đại diện Tông Tòa Hạt Đại diện Tông Tòa Pnôm Pênh. Linh mục Hollerich khấn trọn nhập dòng vào tháng 10 năm 2002.
Ngày 12 tháng 7 năm 2011, Linh mục Hollerich được bổ nhiệm làm Tổng giám mục chính tòa Tổng giáo phận Luxembourg. Lễ tấn phong cho tân giám mục đã được cử hành vào ngày 16 tháng 10 cùng năm, do vị tiền nhiệm, Tổng giám mục Fernand Franck, nguyên Tổng giám mục Luxembourg làm chủ phong. Hai vị phụ phong gồm Hồng y Joachim Meisner, Tổng giám mục đô thành Tổng giáo phận Koln,  Đức và Tổng giám mục Peter Takeo Okada, Tổng giám mục Tổng giáo phận Tokyo.
Ngày 5 tháng 10 năm 2019, Tổng giám mục Hollerich được thăng tước vị Hồng y Đẳng Linh mục Nhà thờ San Giovanni Crisostomo a Monte Sacro Alto. Ông đã chính thức nhận nhà thờ hiệu tòa của mình vào ngày 16 tháng 2 năm 2020. Ngày 7 tháng 3 năm 2023, ông được chọn làm thành viên Hội đồng Hồng y Tư vấn.